# Carlos Vila Nova
Carlos Vila Nova (ur. 27 lipca 1959 w Neves) – saotomejski polityk, od 2 października 2021 roku prezydent Wysp Świętego Tomasza i Książęcej.

## Odznaczenia
- Wielki Łańcuch Orderu Infanta Henryka (Portugalia, 2022)[2]
- Order Amílcara Cabrala I klasy (Republika Zielonego Przylądka, 2022)[3]
- Krzyż Wielki Orderu Niepodległości (Gwinea Równikowa, 2024)[4]